# Franciszek Walter (wenerolog)
Franciszek Ksawery Walter (ur. 6 grudnia 1885 w Krakowie, zm. 19 maja 1950 tamże) – polski dermatolog i wenerolog, rektor Uniwersytetu Jagiellońskiego.

## Życiorys
Urodził się w rodzinie Franciszka Waltera i Katarzyny z Kurowskich. Po ukończeniu w 1905 Gimnazjum św. Anny w Krakowie rozpoczął studia medyczne na Uniwersytecie Jagiellońskim, w 1911 uzyskał stopień doktora. Naukę kontynuował w Bernie i Berlinie, po powrocie do Krakowa w 1914 został sekundariuszem na oddziale skórnym i wenerycznym Szpitala św. Łazarza, w 1916 tymczasowo kierował tym oddziałem. W 1918 przedstawił na Uniwersytecie Jagiellońskim pracę habilitacyjną, a dwa lata później został prymariuszem na oddziale, którym dotychczas kierował. W 1925 uzyskał tytuł profesora nadzwyczajnego, a w 1934 profesora zwyczajnego dermatologii i wenerologii Uniwersytetu Jagiellońskiego. 6 listopada 1939 r. został aresztowany wraz z innymi profesorami UJ i AGH w ramach Sonderaktion Krakau następnie trafił do obozu koncentracyjnego Sachsenhausen. Zwolniony 8 lutego 1940 wrócił do Krakowa. W czasie okupacji pełnił funkcję lekarza dermatologicznego Ubezpieczalni Społecznej w Krakowie w latach 1941–1945. Dwukrotnie odmówił przyjęcia stanowiska kierownika katedry chorób skórnych i wenerycznych kursów lekarskich organizowanych przez okupanta niemieckiego we Lwowie. W grudniu 1944 objął szefostwo sanitarne PCK okręgu krakowskiego w związku ze zbliżającymi się do Krakowa wojskami radzieckimi i na tym stanowisku doczekał końca wojny. W okresie okupacji zaangażował się również w pracę konspiracyjną i pełnił funkcję szefa służby zdrowia AK na terenie Krakowa (1941–1945). W latach 1946–1948 rektor Uniwersytetu Jagiellońskiego, a następnie kierował Kliniką Dermatologiczną Akademii Medycznej. 
Autor książki Wit Stwosz, rzeźbiarz chorób skórnych wydanej w 1933, w której napisał o chorobach skórnych postaci wyrzeźbionych na Ołtarzu Mariackim. Udowodnił w niej m.in., że syfilis występował w Europie jeszcze przed podróżą Kolumba do Ameryki. Pochowany na cmentarzu Rakowickim (pas 78 wsch.). Był kolekcjonerem sztuki, posiadającym znaczące zbiory malarstwa polskiego XIX i I połowy XX stulecia.

## Członkostwo
- członek Polskiej Akademii Umiejętności;
- członek honorowy Towarzystwa Dermatologicznego w Czechosłowacji i Jugosławii;
- członek korespondent Towarzystwa Dermatologicznego we Francji i na Węgrzech;
- wiceprezes Polskiego Towarzystwa Dermatologicznego;
- prezes Towarzystwa Polsko-Jugosłowiańskiego w Krakowie;
- członek Związku Inicjatyw Społeczno-Gospodarczych;
- członek Krakowskiego Towarzystwa Lekarskiego.
- prezes Towarzystwa Przyjaciół Sztuk Pięknych w Krakowie.

W 1935 roku był członkiem krakowskiej loży wolnomularskiej Przesąd Zwyciężony.

## Odznaczenia
- Krzyż Oficerski Orderu Odrodzenia Polski – pośmiertnie (1950)[4]
- Krzyż Komandorski Orderu Świętego Sawy (1932) – Jugosławia
- Krzyż Komandorski Orderu Korony – Jugosławia